# Revista Quixote
Revista Quixote (dezembro de 1947 – agosto de 1952) foi uma revista literário-cultural de Porto Alegre, bastante centrada na poesia e dependente do trabalho de vários poetas e poetas-críticos,  sendo a mesma de fundamental importância para a cultura do Rio Grande do Sul no período de sua existência, apesar de haver publicado apenas cinco edições. Tendo divulgado poemas, textos de prosadores e ensaios, foi muito elogiada por nomes como Otto Maria Carpeaux, que ofereceu-se para colaborar com a publicação, a qual teve como primeiro redator-chefe Paulo Hecker Filho, participando da direção ainda o membro da ABL Raymundo Faoro e o poeta Sílvio Duncan , tendo Paulo Hecker sido substituído posteriormente por João Francisco Ferreira. 

Nas páginas da revista, confundida inicialmente com o grupo de mesmo nome, que lhe dá origem, o qual teria surgido em 1946 e foi batizado pelo crítico Guilhermino César, mentor dos jovens artistas, artistas e ensaístas como Faoro e Wilson Chagas (idealizadores do grupo, conforme Vitor Biasoli na obra Grupo Quixote: história e produção poética)  usam de um aparato moderno ou modernista para análise da literatura do extremo sul do Brasil, aplicada a trabalhos como o de Simões Lopes Neto, trazendo o grupo idéias que buscavam afastar a literatura daquele Estado do regionalismo e dos temas locais muito em voga ainda, pretendendo afastar-se do marasmo imperante entre a classe intelectual rio-grandense da época. Estudando temas e autores universais e brasileiros tais como Herman Hesse, Sartre, Kafka, Tristão de Athayde e Carlos Drummond de Andrade, o trabalho e as idéias do grupo contaram com a aprovação de nomes como Érico Veríssimo, e a simpatia de nomes como o próprio Guilhermino César , Lêdo Ivo e  Dalton Trevisan, entre outros.

Como membros ou colabores muito lembrados do grupo ainda podemos citar Josué Guimarães, o poeta Heitor Saldanha, considerado por alguns autores como um dos grandes poetas modernos ou modernistas do Rio Grandedo Sul ,  o poeta modernista e pintor de vanguarda  Pedro Geraldo Escosteguy (colaborador de O Cruzeiro e outros órgãos de imprensa, autor do anti-conto e de haikus quando esta prática era pouco conhecida no Brasil) e o poeta e crítico de arte  Clóvis Assumpção, o poeta e ativista cultural Gilberto Wallace Battilana entre outros.

Apesar da curta duração da revista, o mesmo grupo criador da revista ainda agregaria outros nomes significativos para a cultura brasileira e teria outras revistas como suas porta-vozes. Em 1952, ano da última edição da revista, o grupo de tornaria uma associação com regime estatutário.